# Cachoeira Véu de Noiva (Itaitu)
A Cachoeira Véu de Noiva é uma queda d'água situada no povoado de Itaitu, no município de Jacobina, estado brasileiro da Bahia.
Considerada a mais bonita de um complexo de quarenta e duas cachoeiras em Itaitu, a Véu de Noiva é de fácil acesso partindo desse distrito.

## Localização, acesso e atrativos
Fica na Serra da Jacobina, e a queda d'água forma piscinas naturais, ideais para o banho. Está localizada no extremo meridional da Chapada Diamantina, e possui uma altura de 64 metros. No seu topo existem pequenas piscinas naturais, sendo o local também utilizado para a prática de rapel, além de pedras que permitem a visualização da paisagem.
O acesso se dá por meio de uma estrada de terra, carroçável por veículos pequenos, até a chegada da trilha que leva até a cachoeira, onde então é realizada uma pequena caminhada que dura cerca de meia hora.